# 全国総合開発計画
全国総合開発計画（ぜんこくそうごうかいはつけいかく）は、日本国土の利用、開発及び保全に関する総合的かつ基本的な計画であり、住宅、都市、道路その他の交通基盤の社会資本の整備のあり方などを長期的に方向付けるものである。国土総合開発法に基づき、内閣総理大臣が関係行政機関の長の意見を聞いて、国土審議会の調査審議を経て、策定される。
そのうち、地域間の均衡ある発展を目指して1962年（昭和37年）に策定されたのが、第一次の全国総合開発計画で、それ以降の総合開発計画においてもそれぞれ略称があることから、単に「全国総合開発計画」（略称：全総（ぜんそう））と呼ぶ場合、第一次の計画を指すこともある。この場合、一全総（いちぜんそう）とも略す。
第一次の計画を手始めに、これまでに、5次にわたる計画が策定されているが、時代の要請をうけてそのねらいや計画項目は移り変わってきた。全国総合開発の歴史は国の地域政策の変遷の歴史でもある。（新全総、三全総、四全総、五全総）
なお、量的拡大を図る開発を基調としたこれまでの国土計画から転換し、人口減少時代に進んでいく中で、2005年に国土総合開発法が国土形成計画法へと抜本改正され、国土の質的向上を目指すためこれまでの全国総合開発計画に代わり、2009年に新たな国土形成計画（六全総）を策定することになった。

## 第一次全国総合開発計画の概要
策定時期 1962年（昭和37年）10月5日
策定  経済企画庁
目標年次 1970年（昭和45年）
基本目標
地域間の均衡ある発展
開発方式
拠点開発方式
時代背景
1. 高度経済成長への移行
2. 過大都市圏問題、所得格差の拡大
3. 所得倍増計画（太平洋ベルト地帯構想）

## 策定の背景
第二次世界大戦後の貧困に喘いでいた日本は、食糧増産を含めた国民が生活できる環境づくりが急務であったが、戦後間もない1947年 - 1950年（昭和22年 - 昭和25年）にかけて毎年台風による大規模風水害が襲来し、多数の死者・行方不明者や家屋損壊をだした。このような中で、1950年（昭和25年）に全国総合開発計画（全総）の根拠法である国土総合開発法が公布されたが、具体的な計画の策定・実施には至らなかった。その当時もっぱら特定地域総合開発計画の策定、推進に重点がおかれていた。「全国総合開発計画」的な全国を対象とした構想は持たなかった。
一方、朝鮮戦争による特需をきっかけに日本経済が「復興」から「成長」へと向かったことから、特定地域にとどまらない「全国」「日本列島」を対象とする「総合」的な開発計画の必要性の気運が高まっていった。
こうしたなか、1954年（昭和29年）に経済審議庁計画部から『総合開発の構想(案)』が発表された。国土総合開発法に基づく「全国総合開発計画」として位置づけることを目指して作成され、目標年次を1965年（昭和40年）とする総合的な長期計画であった。なお、公表された『構想』はあくまでも経済審議庁の計画部の資料との扱いであったが、日本において初の「総合計画」と評しうるものであったされる。
1955年（昭和30年）には有名なフレーズ「もはや戦後ではない」が流行語になった。
池田内閣は1960年（昭和35年）「国民所得倍増計画」を策定。この計画は「所得倍増」が強烈な印象を放つが、この中で、「太平洋ベルト地帯構想」が打ち出された。これは、太平洋ベルト地域の工業開発を重視したものであったが、その一方その他の地域からの強い批判を受けた。この頃になると戦後復興は一段落したが、1961年をピークに地方の若者が東京・名古屋・大阪の三大都市圏に流出し、大都市の過密化と地域格差の拡大がすすみ、それらを防止することが重要課題として取り上げられるようになっていた。
こうした公共投資の地域配分の片寄りをどう是正するかが、当時の地域政策の重点であったが、1961年（昭和36年）6月に通商産業省から工業適正配置構想が示され、翌7月に地域間の均衡ある発展を図ることを目標とした「全国総合開発計画」の草案が閣議了解、1962年（昭和37年）10月5日、正式に閣議了解された。
1974年（昭和49年）6月26日には、国土庁が発足。

## 開発方式
全国総合開発計画では、当時日本国の経済の問題点として、
1. 企業の過度の集中により集積の利益が薄くなり密集の弊害を生ずるに至ること。
2. 特定地域への企業の集中により資本、労働、技術等の諸資源の地域的な偏在を引き起こし、それ以外の地域において外部経済の集積を阻害し、それが相乗して経済活動を鈍らせ都市化、工業化の停滞をもたらすこと。

を挙げていた。
これらの問題が生じた大きな要因は、経済発展の原動力である工業の配置の偏りにあるとして、その解決手段として工業の分散の必要性を打ち出した。これを実施するに当たっては、広く薄くではなく、開発効果の高いものから順に集中的になすべきであるとして「拠点開発方式」を打ち出した。開発拠点を設けて重点投資することにより、その地域に新たな産業を根付かせて雇用をもたらすことにより地域経済の増進を図ることが狙いである。
拠点開発方式の具体的手段として、1961年（昭和36年）に既に制定されていた「低開発地域工業開発促進法」に加え、新産業都市建設促進法（昭和37年法律第117号）によって松本・諏訪地域など全国15地域を新産業都市（新産都）として認定。工業整備特別地域整備促進法（昭和39年法律第146号）によって鹿島地区など全国6地域が工業整備特別地域（工特）として認定された。なお、大都市圏での過大化を抑えて地方への産業立地を促すため、工場等制限法（首都圏1959年、近畿圏1964年）が制定されている。

### 新産業都市
- 道央地域（北海道）
- 八戸地域（青森県）
- 仙台湾地域（宮城県）
- 秋田湾地域（秋田県）
- 常磐・郡山地域（福島県）
- 新潟地域（新潟県）
- 松本・諏訪地域（長野県）
- 富山・高岡地域（富山県）
- 中海地域（島根県）
- 岡山県南地域（岡山県）
- 徳島地域（徳島県）
- 東予地域（愛媛県）
- 大分地域（大分県）
- 日向・延岡地域（宮崎県）
- 不知火・有明・大牟田地域（熊本県・福岡県）

### 工業整備特別地区
- 鹿島地域（茨城県）
- 東駿河湾地域（静岡県）
- 東三河地域（愛知県）
- 播磨地域（兵庫県）
- 備後地域（広島県）
- 周南地域（山口県）

## 評価
この時代は日本経済が拡大を続け、成長の恩恵があった。いわば、パイが大きくなり、皆が幸せになれる時代とも言えた。佐藤栄作内閣は「社会開発」を掲げた。過密・過疎、公害等の弊害が顕著になってくるのはこの計画末期のことである。
太平洋ベルト地帯「以外」への工業分散を目標として、現実に全国において「工場地帯」の進出がいくつかは進んだが、それらはほとんどが当初は重化学工業であり、その後の石油危機、経済の安定成長、国際競争を経験し、規模・雇用者は当時からは大きく減らしている。40年後の今日、ふりかえって現実をみると、太平洋ベルト地帯の中でも関西圏や北九州の地盤沈下が目立ち、ベルト地帯のその一部に過ぎない首都圏への一極集中（東京一極集中）が進んでいる。
「均衡ある発展」はこの計画の策定当時からの課題であったが、以後、5次にわたる計画においても克服されていない。むしろ、近年では一律に「均衡ある発展」を目指すのは無理があるとの理解のもと、「特色ある発展」と言い換えられるようになっている。
なお、地方開発拠点は、工業開発拠点と並んで強調されたものの、その後具体的な施策の進展はみなかった。